# Hjärtats hjältar
Hjärtats hjältar var SR:s julkalender 2004.

## Handling
Julius och Juliana är tvillingar som alltid stått varandra väldigt nära, men nu har något ändrats. Julius vill bli bättre i ishockey, och besatt av sin träning träna, och struntar i julen.
Juliana oroar sig för sin bror, och besöker skolsyster "Vansinniga Vera". Vera berättar att Julius kan förstöra sig själv med sin hårda träning.
I ett hemligt rum visar Vera en så kallad "förminskningsmaskin" hon uppfunnit. Juliana förminskas, och injiceras i sin brors kropp för att se om det finns något sätt att rädda honom. I en gul ubåtsliknande farkost färdas Juliana genom blodkärlen i Julius kropp.

## Medverkande
- Matilda Kittel - Juliana
- Theo Randquist - Julius
- Anne-Li Norberg - Vansinniga Vera
- Carl-Johan Svensson - Ray
- Gerhard Hoberstorfer - Spartacus X
- Sussi Lindberg - Mamma
- Jakob Isberg - Pappa
- Daniel Sjöberg - Hårstrå
- Annika Sherwin - Hjärtat
- Annika Lantz - Tarmludd
- Staffan Dopping - Mediestjärna i kroppen
- Pontus Enhörning - Hjärncell
- Louise Epstein - Uppkäftig hjärncell
- Lena Mossegård - Nerv
- Peter Örn - Muskelcell
- Simon Norrthon - Monsieur Gourmand
- Helen Lindahl - Polis, diverse roller
- Sebastian Höglund - Polis, diverse roller
- Linus Adolphson - Tränaren, Immunförsvararen
- Tommy Åström - Ishockey-speakern

## Papperskalender

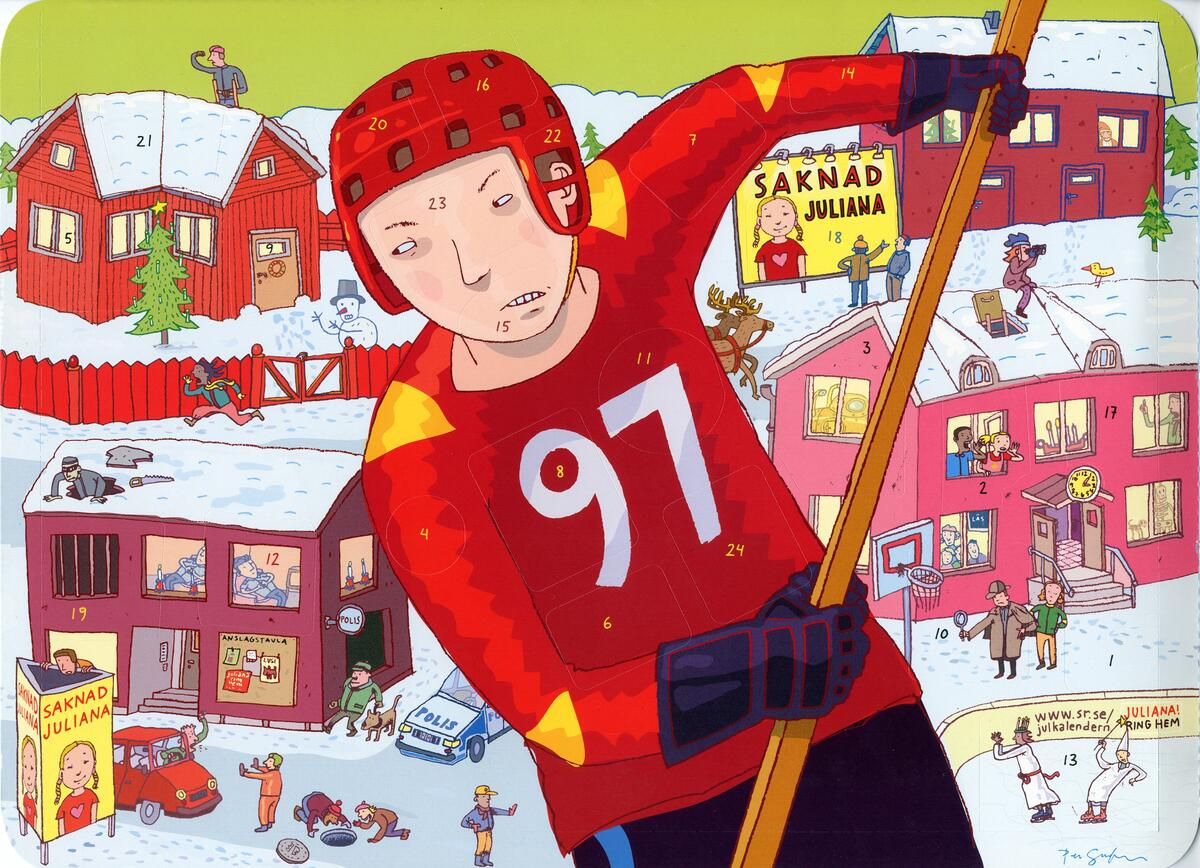
Papperskalendern

Kalendern ritades av Per Gustavsson och visar Julius som ishockeyspelare (med tröjnummer "97"), och några hus i bakgrunden. På reklampelare står "Saknad Juliana" och en bild på Juliana.

### Fotnoter
1. ↑  ”Svensk mediedatabas”. http://smdb.kb.se/catalog/search?q=%22Hj%C3%A4rtats+hj%C3%A4ltar%22+typ%3Aradio&sort=OLDEST. Läst 5 april 2011.
2. ↑  ”2004, Hjärtats hjältar”. Sveriges Radio. http://sverigesradio.se/barn/julkalendrar/2004.stm. Läst 30 augusti 2015.
3. ↑  ”Julkalendrar”. Arkiverad från originalet den 27 oktober 2014. https://web.archive.org/web/20141027034002/http://helgo.net/emma/julkalendrar.php?y=2004&t=radio. Läst 2 april 2011.